# Tubilla del Lago
Tubilla del Lago – gmina w Hiszpanii, w prowincji Burgos, w Kastylii i León, o powierzchni 23,21 km². W 2011 roku gmina liczyła 172 mieszkańców.